# Dalmatinščina
Dalmatinščina je skupina romanskih jezikovnih zvrsti, ki so se v preteklosti razvile na obali Dalmacije. Skozi zgodovino sta nanje močno vplivali ter nato nadvladovali italijanščina in hrvaščina. Ni dokazov, da bi dalmatinski jeziki spadali v katero izmed vej romanskih jezikov, vendar tvorijo legitimno jezikovno skupino.

## Jezikovne zvrsti

### Dubrovniška dalmatinščina
Dubrovniška dalmatinščina se je govorila v Dubrovniku, besede pa so znane iz latinskih in beneških dokumentov, mdr. pen, teta, chesa, fachir, ki pomenijo 'kruh', 'oče', 'hiša' in 'delati'. Raguškodalmatinska besedila iz 14. stoletja kažejo velik vpliv hrvaščine in beneščine, zato je ugotavljanje pristnih značilnosti dalmatinščine oteženo. Pomembna značilnost dubrovniške dalmatinščine je bila ohranitev (brez palatalizacije) latinskih /k/ in /ɡ/ pred začetnimi samoglasniki, kar je razvidno iz oblik, kot je colchitra > latinsko 'culcitra'.
V Dubrovniški republiki je uradno poslovanje potekalo v dubrovniški dalmatinščini. Senat republike je leta 1472 prepovedal uporabo slovanskega jezika v sodnih procesih, edina dovoljena jezika pa sta bila dalmatinščina ter italijanščina. Drug dokaz je tudi pismo Elia Lampridia Cerva (1463-1520), v katerem omenja: "Spominjam se, kako so starci, ko sem bil še deček, vodili pravne posle v romanskem jeziku, ki se je imenoval dubrovniška dalmatinščina."

### Krška dalmatinščina
Krška dalmatinščina se je govorila na Krku. Po zaslugi jezikoslovca Mattea Bartolija in njegovega informatorja Tuoneta Udaine je bil jezik dokumentiran v 19. stoletju. Ko sta se prvič srečala, Udaina že dve desetletji ni govoril dalmatinščine in je lahko govoril le nekakšno "dalmatinizirano" venetščino. V nadaljevanju pogovorov je obnovil krško dalmatinščino, vendar z močnim vplivom venetščine.
Tako kot dubrovniška dalmatinščina, tudi krška dalmatinščina ni imela palataliziranih /k in /g/ pred začetnimi samoglasniki. Kljub temu pa kasneje verjetno neodvisno prišlo do palatalizacije /k/ v /tʃ pred glasovi /j i y/, kot v besedi /tʃol/, 'rit' > */kyl/ > */ˈkulu > 'culum.
Nekoč so mislili, da je krška dalmatinščina, podobno kot romunščina, spreminjala /kt/ > /pt/, vendar je edini primer tega /ˈwapto/ 'osem' > octo, na kar je verjetno vplivala analogija z /ˈsapto/ 'sedem' > septem.
Zapis krške dalmatinščine po Udaini. Naglasna znamenja so izpuščena.
kuo̯nd ke fero i vetruni viv koli vapto ju koŋ totʃi ku̯int ju favlua iŋ veklisuŋ perku ju se jai̯ inparut kuo̯nd ke ju fero pelo ke avas tra jai̯n ke ju dat el prinsip da favlur kosai̯k iŋ veklisuŋ perke me ju inparuo̯t la maja non el mi tuo̯ta e la maja ni̯ena favlua kosai̯k iŋ veklisuŋ jali favlua ke jali kredua ke ju noŋ kapaja ma ju totʃ kapua koste parau̯le ke jali favlua iŋ veklisuŋ la maja noŋ me dekaja spi̯ata un pau̯k ke venaro el tuo̯ta e ju ge dekaro kel te dua per el tʃol
Ko je bilo teh osem starcev še živih, sem z vsemi govoril krškodalmatinsko, ker sem se ga naučil, ko sem bil majhen. Ko sem začel govoriti krškodalmatinsko, sem bil star tri leta, ker me je tega naučila babica, pa tudi moja mama in oče sta tako govorila. [V krški dalmatinščini] sta govorila, ker sta mislila, da ju ne razumem, vendar sem razumel vse besede. Babica mi je govorila: 'Počakaj malo, da pride očka domov, pa mu bom rekla, naj te našeška.

### Drugje
Dalmatinščina se je govorila tudi na Cresu, Rabu, v Zadru, Trogirju, Splitu ter Kotorju.

## Dalmatinski substrat
Nekaj verjetnih dalmatinizmov v hrvaščini:
- Toponimi Cavtat < CIVITATE; Cres < C(H)ERSO; Krk < CURICUM; Makar(ska) < MUCCURUM; Split < SPALETUM; Labin < ALBONA; Solin < SALONA; Lovran < LAURANA; Supetar < SANCTU PETRU; Sutomore < SANCTA MARIA
- Besede v dubrovniškemu podnarečju kot so kȁpula "čebula" < CEPULLA; kèlomna "steber" < COLUMNA; kȑklo "roben" < CIRCULUS; lìksija "lug" < LIXIVUM; lùk(i)jerna "oljna svetilka" < LUCERNA; otijemna "jambor" < ANTEMNA; òvrata "hlastač" < AURATA; pìkat "jetra" < FICATUM; prȉgati "peči" < FRIGERE; rèkesa "oseka" < RECESSA; trȁkta "vlečna mreža" < TRACTA; úkljata "ribon" < OCULATA
- Besede v standardni hrvaščini kot so jarbol "mast" < ARBOR; kònoba "krčma" < CANABA; òliganj~lïganj~lìgnja "ligenj" < LOLLIGINEM